# Liste d'écrivains palestiniens
Cette liste d’écrivains palestiniens, non exhaustive, à compléter, prétend recenser l’ensemble des écrivains notables de la Palestine de l’époque moderne et contemporaine (depuis 1800), de toute nationalité, se revendiquant palestiniens (inclusivement ou exclusivement), en toute langue, principalement en arabe, mais aussi dans toutes les langues des diasporas.

## A
- Gassan Abbas (1957-), acteur, dramaturge
- Umayya Abu-Hanna (en) (1961-), journaliste, poétesse, écrivaine
- Susan Abulhawa (1970-), journaliste, romancière, militante, Les Matins de Jénine
- Ibrahim Abu-Lughod (1929-2001), universitaire, historien, sociologue
- Saïd K. Aburich (1935-2012), journaliste, écrivain, biographe
- Rashad Abu Shawar (de) (1942-), nouvelliste, romancier
- Taha Alabed (1972-), poète, acteur (doublage)
- Osama Alaysa (en) (1968-), journaliste, écrivain, romancier, Les Fous de Bethléem
- Waleed Al-Husseini (1989-), essayiste, politologue, cyberactiviste, francophone
- Ghayath Almadhoun (en) (1979-), poète
- Ibrahim Alraheb (1938-2014), écrivain, traducteur, éditeur
- Suad Amiry (1951-), architecte, écrivaine
- Awad Saud Awad (en) (1943-), journaliste, écrivain

## B
- Liana Badr (en) (1950-), nouvelliste, romancière
- Raja' Bakriyyah (it) (1974-), actrice, autrice
- Majed Bamya (1983-), poète, diplomate
- Ibtisam Barakat (1963-), poétesse, écrivaine
- Mourid al-Barghouti (1944-2021), poète, écrivain
- Tamim al-Barghouti (19776), poète, chroniqueur
- Abdul Rahman Ahmed Jibril Baroud (en) (1937-2010), poète
- Kamel El Basha (1962-), acteur, dramaturge
- Khalil Beidas (en) (1874-1949), éducateur, traducteur, nouvelliste, romancier
- Mou'in Bsissou (1926-1984, Muin Bseiso), poète, dramaturge

## D
- Selma Dabbagh (en) (1974-), écrivaine, Out of It (2011)
- Cherien Dabis (1976-), actrice, scénariste, réalisatrice, productrice
- Shaw Dallal (en) (1931-2016), professeur, avocat, auteur, activiste (droits humains)
- Suheir Abu Oksa Daoud (it) (1968-), journaliste, éditorialiste
- Mohammed Izzat Darwaza (1888-1984), historien, intellectuel, politique
- Mahmoud Darwich (1941-2008), poète, prosateur
- Najwan Darwish (1978-), poète, journaliste, critique littéraire

## F
- Ismail al-Faruqi (1921-1986), philosophe
- Ziyad Abdel Fattah (en) (1939-), écrivain, journaliste, romancier, politique
- Ashraf Fayad (1980-), artiste, poète, écrivain
- Bassam Frangié (1950-), traducteur, sportif, conférencier, anthologiste

## G
- Yara El-Ghadban (1976-), romancière, anthropologue, ethnomusicologue, traductrice, essayiste
- Izzat Ghazzawi (1951-2003), écrivain, critique littéraire
- Asma al-Ghul (1982-), journaliste, féministe

## H
- Huzama Habayeb (1965-), poétesse, conteuse, romancière, chroniqueuse, traductrice
- Nejmeh Khalil Habib (en) (1946-), écrivaine, romancière
- Émile Habibi (1922-1996), écrivain, politique
- Georges Habra (1930-1994), prêtre, écrivain, théologien, conférencier, francophone, La Transfiguration selon les Pères grecs (1973)
- Anwar Hamed (en) (1957-), écrivain, romancier, poète
- Isabella Hammad (en) (1991-), romancière, The Parisian (2019)
- Nathalie Handal (1969-)], poétesse, dramaturge, francophone
- Raymonda Hawa-Tawil (1940-), journaliste, femme de lettres, francophone
- Jadd Hilal (1987-), écrivain, journaliste, francophone
- Ala Hlehel (1974-), poète, journaliste, scénariste, dramaturge
- Amer Hlehel (?-), acteur, poète, dramaturge
- Rashid Hussein (1936-1977), poète, orateur, journaliste, traducteur

## J
- Jabra Ibrahim Jabra, poète
- Annemarie Jacir (1974-), poétesse, autrice, réalisatrice, productrice
- Rula Jebreal (1973-), journaliste, romancière, scénariste, polémiste
- Samir Jundi (en) (1958-), nouvelliste, romancier, essayiste

## K
- Ghassan Kanafani (1936-1972), nouvelliste, romancier, journaliste, chroniqueur, politique
- Mahmoud Al-Karmi (en) (1889-1939), poète, journaliste, politique
- Sayed Kashua (1975-), journaliste, romancier, scénariste, Les arabes dansent aussi (2002), La deuxième personne (2010)
- Karim Kattan (1989-), écrivain, francophone, anglophone
- Salma Khadra Jayyusi (1926-), poétesse, historienne, critique
- Taissier Khalaf (en) (1967-), romancier, critique,
- Sahar Khalifa (1941-), femme de lettres, romancière, essayiste, Chronique du figuier barbare (1978)
- Basem Khandakji (en) (1983-), journaliste, écrivain, romancier
- Dima Khatib (1971-), poétesse, traductrice, journaliste, blogueuse, écrivaine
- Chaker Khazaal (1987-), conférencier, romancier, Confessions of a War Child (2013)
- Suheil Kiwan (en) (1956-), journaliste, romancier, dramaturge
- Mohammed El-Kurd (1998-), poète

## M
- Mazen Maarouf (en) (1978-), écrivain, romancier, journaliste, poète, traducteur
- Rabai al-Madhoun (en) (1945-), journaliste, nouvelliste, romancier, The Idiot of Khan Younis (1977), The Lady from Tel Aviv (2009)
- Atallah Mansour (1934-)
- Abou Mohammed al-Maqdisi (1959-), théologien, prédicateur
- Ahmed Masad (1987-), acteur, dramaturge
- Joseph A. Massad (1963-), universitaire, historien, intellectuel
- Akram Msallam (en) (1971-), romancier
- Taha Muhammad Ali (1931-2011), écrivain, poète, journaliste
- Ibrahim Muhawi (1937-), traducteur, enseignant, spécialiste du folklore palestinien
- Mustafa Murrar (en) (1929-2021), romancier, auteur enfance
- Said Al Muzayin (pt) (1935-1981), poète, politique

## N
- Layla Nabulsi (1961-), francophone, dramaturge, romancière
- Ayman Nahas (?-), acteur, dramaturge
- Jamal Naji (en) (1954-2018), nouvelliste, romancier
- Nadine Naous (1974-), actrice, scénariste, réalisatrice
- Ibrahim Nasrallah (1954-), écrivain, peintre, journaliste, photographe, Les chevaux dominent la ville (1980)…
- Salman Natour (1949-2016)
- Sari Nusseibeh (1949-), philosophe, universitaire

## O
- Waleed Ouda (en) -1973-), romancier

## Q
- Samih al-Qâsim (1939-2014), poète, écrivain, journaliste, éditeur

## R
- Anas Abu Rahma (en) (1985-), auteur enfance
- Nahid al-Rayyis (1937-2010), poète, écrivain, politique, philanthrope
- Mahmoud al-Rimawy (1948-), journaliste, nouvelliste, romancier

## S
- Edward Saïd (1935-2003), universitaire, théoricien, critique, politique, L'Orientalisme (1978)…
- Khalil Sakakini (1878-1953), poète, écrivain, essayiste, politique
- Dima Juma Samman (en) (1963-), chercheuse, romancière
- Elias Sanbar (1947-), historien, poète, essayiste, francophone
- Irfan Shahîd (en) (1926-2016), historien, byzantiniste
- Anton Shammas (1950-)
- Adania Shibli (1974-), essayiste, nouvelliste, romancière
- Najati Sidqi (1905-1979), politique
- Ibrahim Souss (1945-), écrivain, poète, diplomate, politique, francophone
- Elia Suleiman (1960-), acteur, scénariste, réalisateur
- Adham Sharqawi (1980-), écrivain, romancier

## T
- Fadwa Touqan (1917-2003), poétesse
- Ibrahim Touqan (1905-1941), poète
- Fawwaz Tuqan (en) (1940-, Fawwaz Ahmad Abdul Fattah Tuqan), poète, romancier, enseignant

## Y
- Yahya Yakhlif (en) (1944-), nouvelliste, romancier
- Samir El-Youssef (en) (1965-), nouvelliste, romancier, critique, The Illusion of Return (2007)

## Z
- Ibrahim al-Zaarur (en) (1939-), journaliste, nouvelliste, romancier
- Ghassan Zaqtan (en) (1954-), poète, écrivain, romancier
- Khalil Zaqtan (1928-1986), enseignant, poète, La Voix des affamés, père de Ghassan Zaqtan
- Taoufik Ziyad (1929-1994), poète, écrivain, politique